# Stinalisa Johansson
Stinalisa Viktoria Johansson, född den 12 september 2002, är en svensk fotbollsspelare som representerar Malmö FF.

## Biografi
Johansson kom från Jitex och Elitettan innan hon 2022 flyttade till Djurgådens IF. Samma år debuterade hon i Damallsvenskan. 2024 lämnade hon Djurgården för spel i Malmö FF.